# Djuphavsberg

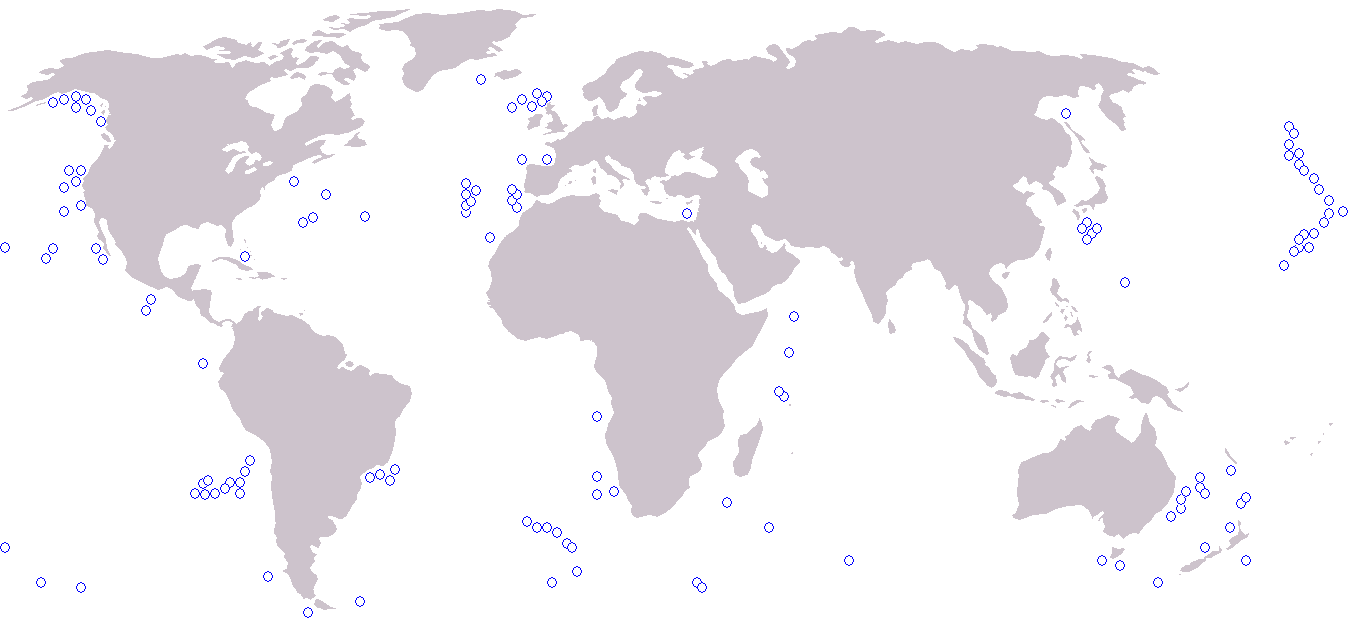
Världskarta över markeringar för kända djuphavsberg.

Ett djuphavsberg, eller undervattensberg och efter det engelska fackuttrycket även kallat seamount, är ett berg som reser sig från havsbotten och ofta format av undervattensvulkaner (se guyot). Enligt en strikt definition, måste djuphavsbergets topp ligga minst tusen meter över den omgivande bottnen men fortfarande ligga under havsytan, men det förekommer också att man inkluderar berg ner till hundra meters höjd, liksom berg som når över havsytan och bildar öar.
De flesta djuphavsberg hittas i djuphavsområden och har sina toppar hundratals, ibland flera tusen meter under havsytan. Några djuphavsberg avviker dock från det normala, till exempel Bowie Seamount, som reser sig omkring 3 000 meter från havsbotten och har sin topp endast 24 meter under havsytan.
Man räknar med att det finns omkring 100 000 djuphavsberg runt om hela världen. Enbart i Stilla havet beräknas de till omkring 30 000 och i Atlanten till 1 000 stycken. Endast omkring 100 är ordentligt utforskade.

## Livsmiljöer
Djuphavsberg reser sig ofta upp mot grundare havsområden där livsmöjligheterna är mer förmånliga för marina djurarter än för dem som lever vid den omgivande havsbotten. Eftersom de bildas av vulkaniska bergarter blir substratet mycket hårdare i berget än i den omgivande havsbotten. Djuphavsbergen är oftast isolerade från varandra och bildar därför "undervattensöar" under samma biogeografiska förutsättningar, vilket medför att andra djurarter söker sig till bergen än de som lever över den omgivande havsbotten, vilket i sin tur leder till högre endemism.

### Ekologi
Produktiviteten brukar ofta bli högre i den fria vattenmassan ovanför djuphavsbergens toppar tack vare de hydrografiska förhållandena som råder ovanför bergets topp, vilket ökar områdets täthet av djurplankton och ger höga koncentrationer av fisk.
Förutom att djuphavsbergen drar till sig andra djurarter avleder de också djupa havsströmmar vilket skapar uppvällning. Denna process ger förutsättning till fotosyntes som gör att området får mer näring än det normala ökenliknande förhållandet. Dessa områden används också som "mål" för vissa vattenlevande migrationsdjur, till exempel valar. Viss forskning kring valar visar att de använder sig av inbyggda navigeringshjälpmedel när de flyttar. Under en lång tid har påståtts att pelagiska djur besöker djuphavsberg för att samla mat men några bevis för detta har inte funnits (en demonstrationen av denna hypotes finns publicerad).

### Utveckling
Under 2005 bildades CenSeam - ett marinbiologiskt projekt och en global inventering av marinlivet på djuphavsberg. Tanken med projektet är att utgöra en ram som behövs för att prioritera, integrera, utveckla och underlätta forskningsinsatserna kring djuphavsberg för att lära sig mer om det ännu okända och skapa en global förståelse för djuphavsbergens ekosystem och de roller som dessa spelar inom i biogeografin och för den biologisk mångfalden, produktiviteten och utvecklingen av marina organismer. Forskarna har pekat ut ett par områden som de ska undersöka närmare.

## Geografi
Djuphavsberg hittas oftast som bergskedjor eller som översvämmade skärgårdar. Ett exempel är Emperor Seamounts som är en förlängning av Hawaiiöarna, som bildades för miljoner år sedan genom vulkanisk aktivitet och har under åren sänkts ned under havsytan. Denna bergskedja sträcker sig tusentals kilometer nordväst från Hawaii.
Under senare år har geologer kunnat bekräftat att ett antal djuphavsberg också är aktiva undervattensvulkaner, till exempel Lo'ihi (Hawaii) och Vailulu'u (Manuaöarna). Mindre vanligt är det med djuphavsberg som helt saknar vulkaniskt ursprung men de förekommer i enstaka fall.

## Fiske
Den främsta anledningen till att intresset kring djuphavsberg har ökat den senaste tiden är upptäckten att det finns stora mängder av kommersiellt viktiga fiskar och ryggradslösa djur. Det hela började under 1960-talet när Ryssland, Australien och Nya Zeeland börjat leta efter nya bestånd av fisk och började att tråla djuphavsberg.
De flesta av de ryggradslösa djuren som tas upp, är koraller och används främst till smycken. Två stora fiskarter var atlantisk soldatfisk (hoplostethus atlanticus) och pelagiska armourhead (pseudopentaceros wheeleri), som snabbt blev överutnyttjade på grund av bristande kunskap om fiskarnas livslängd, dess sena mognad, låga fruktsamhet och lilla geografiska urval.

## Risker
Vissa djuphavsberg har ännu inte kartlagts och utgör därför en stor risk ur navigeringssynpunkt. Så är till exempel Muirfield Seamount uppkallat efter det fartyg som krockade med berget 1973. På senare tid har bland annat ubåten USS San Francisco kört in i berget Uncharted seamount under 2005 med en hastighet av 35 knop, varvid en sjöman omkom och stora skador uppstod.
De djuphavsberg som är aktiva vulkaner utgör stora riskfaktorer för att bilda tsunamier.